# Коростишівський район
Корости́шівський райо́н — колишня адміністративно-територіальна одиниця у Малинській і Волинській округах, УСРР, Київській і Житомирській областях УРСР та України з адміністративним центром у місті районного значення Коростишів. Населення становить 40 850 осіб (на 1.08.2013). Площа — 973.9 км². Утворено 1923 року.

## Географія
Коростишівський район розташований у південно-східній частині Житомирської області. На півночі він межує з Радомишльським районом, на заході — з Черняхівським та Житомирським, на сході з Брусилівським.
Територія району займає площу 973,9 м², або 3,3 % території області. Загальна чисельність населення Коростишівського району становить 42038 чоловік. Із них міське населення — 25922 чоловік, сільське — 16116 чоловік.
Адміністративний центр району — місто Коростишів розташований на відстані 29 км від Житомира.
За адміністративним поділом до складу району входить м. Коростишів — районний центр та 63 населені пункти. У районі діють районна і міська ради, 22 сільські ради.
Корисні копалини: буре вугілля, торф, граніт, лабрадорит, габро.

## Населення
За даними перепису населення СРСР 1939 року чисельність населення району становила 51 928 осіб, з них українців — 42 735, росіян — 2 407, німців — 648, євреїв — 2 253, поляків — 3 215, інших — 670.

## Історія
Район створений 7 березня 1923 році в складі Малинської округи Київської губернії.
13 березня 1925 року район приєднано до складу Житомирської округи Волинської губернії.
З 15 вересня 1930 року, через скасування округ, район перейшов у пряме підпорядкування до республіканського центру. Від 9 лютого 1932 року район включено до складу новоствореної Київської області.
22 вересня 1937 року район увійшов до складу новоствореної Житомирської області.
Територіальний устрій району зазнавав постійних змін через утворення та ліквідацію сусідніх районів — Ставищенського, Іванківського, Ходорківського, Житомирського та Брусилівського.
Ліквідований 19 липня 2020 року, відповідно до постанови Верховної Ради України від 17 липня 2020 року «Про утворення та ліквідацію районів».

## Адміністративний устрій
Адміністративно-територіально район поділяється на міську та 2 сільські територіальні громади, які об'єднують 56 населених пунктів та підпорядковані Коростишівській районній раді. Ще 6 населених пунктів формально входять до складу району, але адміністративно підпорядковуються до Глибочицької сільської громади Житомирського району. Адміністративний центр — місто Коростишів.

## Промисловість
Розвинуті галузі промисловості: лісова, легка, будівельних матеріалів. Рослинництво зерно-картофельного, тваринництво м'ясо-молочного напрямку. Особливими умовами роботи міськрайвідділу є наявність на території обслуговування автодороги E40М06 (Київ-Чоп).
Промисловість у Коростишеві: паперова, бавовняно-паперова фабрики, заводи «Електроприлад», залізобетонних виробів та продуктових товарів. Гранітний, льонопереробний, цегельний, спиртовий, комбікормовий, молочний та будівельний комбінат. Мальовнича природа околиць міста сприяє розвиткові рекреаційного господарства. Тут функціонує відомий санаторій «Тетерів».

## Охорона здоров'я
Мережа закладів охорони здоров'я району включає центральну районну лікарню, райполіклініку, стоматологічну поліклініку, 8 сільських лікарських амбулаторій, 2 фельдшерсько-акушерські та 23 фельдшерські пункти.
Центральна районна лікарня була створена на базі земської ще на початку 20-х років. Було в ній тоді лише 24 ліжка. Керував нею в той час лікар-хірург Дмитро Іванович Потєхін, який працював тут до 1954 року. Допомагав йому фельдшер Шишкін. У 1924—1925 рр. відкриваються амбулаторії в с. Старосільці, Студениці, а на початку 30-х років — фельдшерські пункти в с. Березівка (нині Садове), Кам'яний Брід, Гуменники, Слобідка, Кошарища, Смолівка та ін.
У передвоєнний період у лікарні працювало 5 лікарів: Д. І. Потєхін, К. Ф. Шліомпек, П. Муравйов, Іскра, Зельцман. У 1945 році в районі вже 95 ліжок приймало хворих, працювало 7 лікарів, 56 середніх медпрацівників. Заклади охорони здоров'я було відновлено народним методом, одним з ініціаторів якого виступив Коростишівській район.
Подальшого розвитку охорона здоров'я набула в повоєнний час. За плідну працю Дмитро Іванович був нагороджений орденом Леніна. У 1959 році ліжковий фонд нараховував 265 ліжок. У 1964 році було побудовано приміщення триповерхового стаціонарного корпусу, в 1969 році — райполіклініки, в 1975 році — чотириповерхового стаціонару (новий корпус). Ліжковий фонд райлікарні сягнув в 1985 році 540 ліжок, району — 740 ліжок. Відкрито спеціалізовані відділення: кардіологічне, травматологічне, урологічне, офтальмологічне.
У поліклініці району було створено спеціалізовані кабінети: підлітковий, психіатричний, травматологічний, наркологічний, ендоскопічний та інші. У цей час у районі працювало 120 лікарів, 420 середніх медпрацівників.
У 70-х роках лікарня стала базою передового досвіду Всесвітньої Організації охорони здоров'я. Її відвідували міністр охорони здоров'я Петровський В. та численні міжнародні делегації.
В розвиток охорони здоров'я та зміцнення її матеріально-технічної бази значний вклад внесли головні лікарі, які очолювали лікарню після Дмитра Івановича Потєхіна: Беспалов, Пасічник, В. А. Пєшко, Й. Л. Добровольський, В. С. Федосєєв, С. В. Кобилінський, О. П. Зубрій.,В. А. Гречко. Бондарчук С. В. Татура В. Є. Лукашенко І. В. Зараз лікарнею керує Олександр Борисович Веселовський.
За роки незалежності України в районі проведена реорганізація мережі лікувально-профілактичних закладів. Ліжковий фонд районної лікарні зменшено до 230 ліжок, що є оптимальною потребою на даний час. Інтенсифіковано лікувальний процес, упроваджено стаціонарно-змінні форми медичного забезпечення населення.
Студеницьку та Старосілецьку дільничні лікарні реорганізовано в лікарські амбулаторії. Відкрито лікарські амбулаторії на базі фельдшерсько-акушерських пунктів у селах Більковці, Стрижівка, Шахворостівка.
Зараз у лікарні працюють 88 лікарів та 248 середніх медпрацівників; 15 лікарів та 17 середніх медпрацівників мають вищу кваліфікаційну категорію, відповідно — 18 та 36 — першу, 13 та 57 — другу кваліфікаційну категорію.
У закладах первинної медико-санітарної допомоги району працюють 8 лікарів та 52 середні медичні працівники.
Колектив медпрацівників ЦРЛ невтомно працює над подальшим удосконаленням медичної допомоги населенню, впровадженням сімейної медицини та нових методів діагностики і лікування, зокрема: ультразвукового обстеження, комп'ютерної техніки тощо.
Колектив лікарні бере активну участь у суспільному житті міста і району. Проводиться значна санітарно-освітня робота. Медпрацівники представлені в обласній, районній та місцевих радах значним депутатським корпусом.
Хор районної лікарні носить звання «народного». Спортсмени лікарні неодноразово завойовували призові місця в змаганнях районного та обласного рівнів. 12 травня 2010 року лікарня реорганізована в Комунальне підприємство «Коростишівська ЦРЛ ім. Д. І. Потєхіна» Коростишівської районної ради.

## Політика
25 травня 2014 року відбулися Президентські вибори України. У межах Коростишівського району було створено 46 виборчих дільниць. Явка на виборах складала — 68,48 % (проголосували 22 026 із 32 163 виборців). Найбільшу кількість голосів отримав Петро Порошенко — 65,49 % (14 425 виборців); Юлія Тимошенко — 11,83 % (2 612 виборців), Олег Ляшко — 9,45 % (2 081 виборців), Анатолій Гриценко — 3,28 % (723 виборців). Решта кандидатів набрали меншу кількість голосів. Кількість недійсних або зіпсованих бюлетенів — 0,83 %.

## Персоналії
- Густав Олізар (1798 — †1865)
- Кудрицький Євген Михайлович (1894 — †1976) — український мовознавець.
- Римар Петро Олексійович (1939 —2010) — український архітектор, член Національної спілки архітекторів України, член International Council on Monuments and Sites (ICOMOS) (Міжнародної ради з питань пам'яток і визначних місць), почесний член Українського національного комітету ICOMOS, член Українського товариства охорони пам'яток історії та культури (УТОПІК).
- Садовський Йосип Антонович (1929 —2008) — український скульптор, член Національної спілки художників України, Заслужений діяч мистецтв УРСР (1979), багаторічний голова Львівської організації Спілки художників у 1980-х роках, один з отців-засновників Львівського палацу мистецтв, професор Львівського інституту прикладного і декоративного мистецтва (нині Львівська академія мистецтв), професор сакрального мистецтва у Львівській Духовній Семінарії УАПЦ та Львівській православній богословській академії УПЦ КП.
- Марчинський Йосип Йосипович (1953) — український скульптор, член Національної спілки художників України, Заслужений художник АР Крим.
- Березняк Саватій Іванович — член Української Центральної Ради.

## Пам'ятки
- Пам'ятки історії Коростишівського району
- Пам'ятки монументального мистецтва Коростишівського району